# Ugandatrichia violacea
Ugandatrichia violacea är en nattsländeart som först beskrevs av Morton 1902.  Ugandatrichia violacea ingår i släktet Ugandatrichia och familjen smånattsländor. Inga underarter finns listade i Catalogue of Life.